# Ronde van Lombardije 2007
De 101e editie van de Ronde van Lombardije werd verreden op 20 oktober 2007. De 242 kilometer tussen Varese en Como werden afgelegd in een kleine zes uur onder een temperatuur van ongeveer 15°C.

## Verloop
179 renners gingen van start in de laatste ProTour-klassieker van het seizoen. Zonder T-Mobile, dat ervoor gekozen had al 2 weken eerder haar seizoen te beëindigen. Paolo Bettini, winnaar van de voorbije 2 edities, bleek bij lange na niet goed genoeg en zakte al op de Madonna del Ghisallo weg.
Op de Ghisallo ontstond een groep van 18 man, maar in de afdaling groeide deze groep weer flink. Op de Civiglio eindigde het verhaal van Matteo Tosatto en daarmee was ook de laatste van de vroege vluchters bijgehaald. Opnieuw ontstond er een klein groepje van 5 renners, met daarbij Thomas Dekker en ProTour-leider Cadel Evans. Dekker moest vlak voor de top laten lopen. In de afdaling kwamen Vladimir Goesev en Samuel Sánchez weer aansluiten vooraan en even later kwam ook een achtervolgend groepje er weer bij. CSC-kopman Fränk Schleck, die een goede dag had, viel letterlijk weg vooraan.
De twee Italianen Riccardo Riccò en Damiano Cunego wisten samen weg te rijden en zouden het op de streep uit mogen vechten. Cunego, die ook in 2004 deze ronde al eens op zijn naam had gezet, kwam in de laatste 100 meter over Riccò heen en won voor de tweede maal de koers van de vallende bladeren.
Cadel Evans was van tevoren al zo goed als zeker van de eindstand in het ProTourklassement. Na de verwijdering van Danilo Di Luca uit de rangschikking als gevolg van zijn betrokkenheid bij de Oil-for-Drugs-affaire en Alejandro Valverdes niet-deelname aan deze laatste ProTour-klassieker naar aanleiding van een ziekte, kon alleen Óscar Freire Evans nog bedreigen. De Spanjaard moest dan echter bij de eerste 9 eindigen, en Evans mocht geen enkel punt halen. Evans werd zesde en behaalde de eindoverwinning in het ProTour-klassement.

## Uitslag
| Ronde van Lombardije 2007 |                   |                           |          |
| Plaats                    | Naam              | Ploeg                     | Tijd     |
| Winnaar                   | Damiano Cunego    | Lampre-Fondital           | 5u52'48" |
| 2                         | Riccardo Riccò    | Saunier-Duval             | z.t.     |
| 3                         | Samuel Sánchez    | Euskaltel                 | + 10"    |
| 4                         | Andy Schleck      | Team CSC                  | z.t.     |
| 5                         | Davide Rebellin   | Team Gerolsteiner         | z.t.     |
| 6                         | Cadel Evans       | Predictor-Lotto           | z.t.     |
| 7                         | Luca Mazzanti     | Ceramica Panaria-Navigare | z.t.     |
| 8                         | Thomas Dekker     | Rabobank                  | z.t.     |
| 9                         | Giovanni Visconti | Quick Step-Innergetic     | + 16"    |
| 10                        | Chris Horner      | Predictor-Lotto           | z.t.     |
|                           |                   |                           |          |
| 15                        | Robert Gesink     | Rabobank                  | + 46"    |
| 26                        | Maxime Monfort    | Cofidis                   | + 1' 48" |